# ヨアン・カルディナル
ヨアン・カルディナル（Yoan Cardinale、1994年3月27日 - ）は、フランス・ラ・シオタ出身のサッカー選手。フランス全国選手権2・スポルタン・トゥーロン・ヴァール所属。ポジションはGK。

## 経歴
15歳の時にOGCニースのユースチームに加入。2015年10月18日、リーグ戦第10節のスタッド・レンヌ戦でプロデビューを果たす。
2022年8月24日、スポルタン・トゥーロン・ヴァールに加入。